# Wiedergeltingen

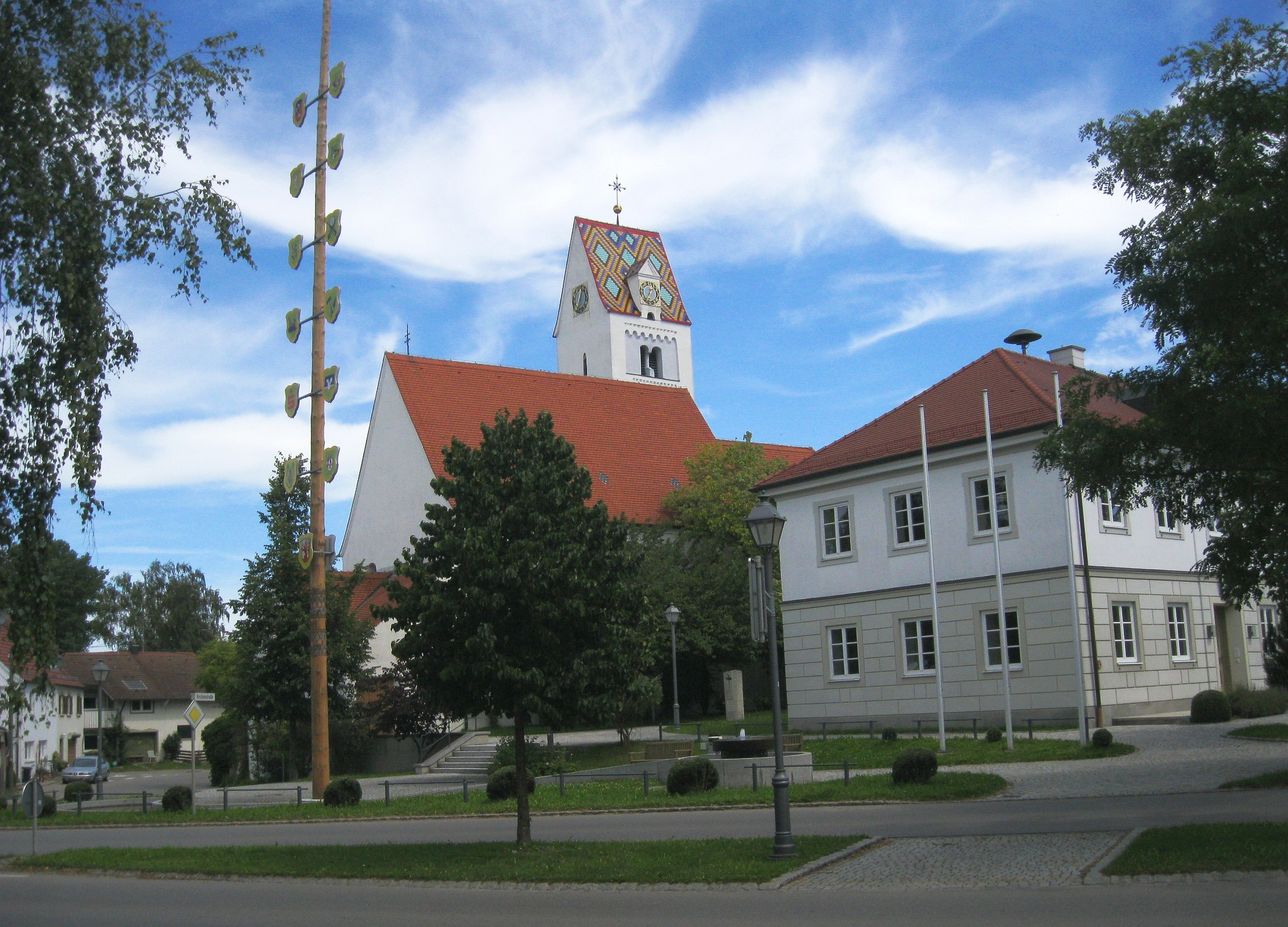
Ortsmitte mit Brunnen, Rathaus und Kirche St. Nikolaus

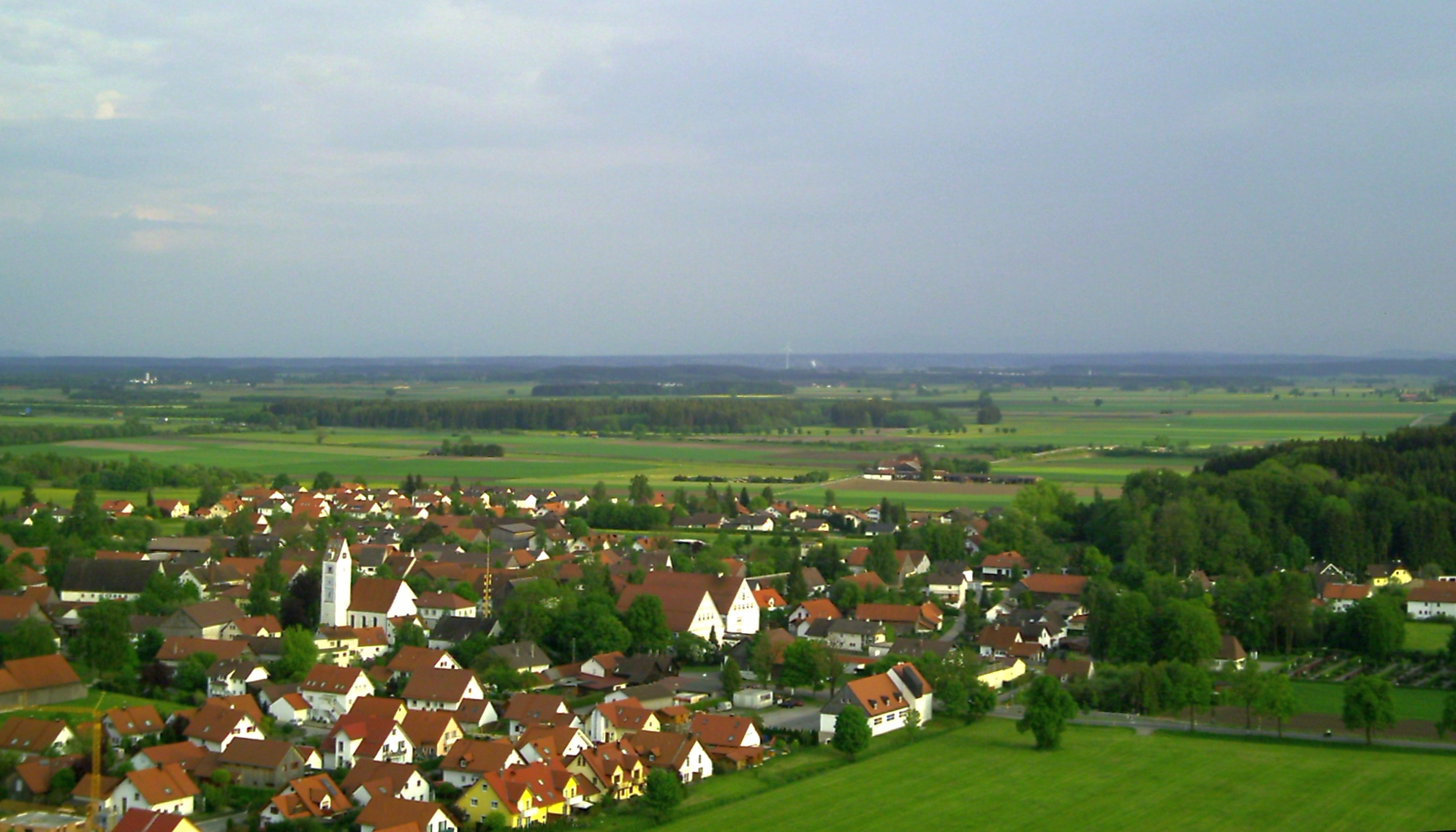
Ansicht von Wiedergeltingen, Blickrichtung Südost

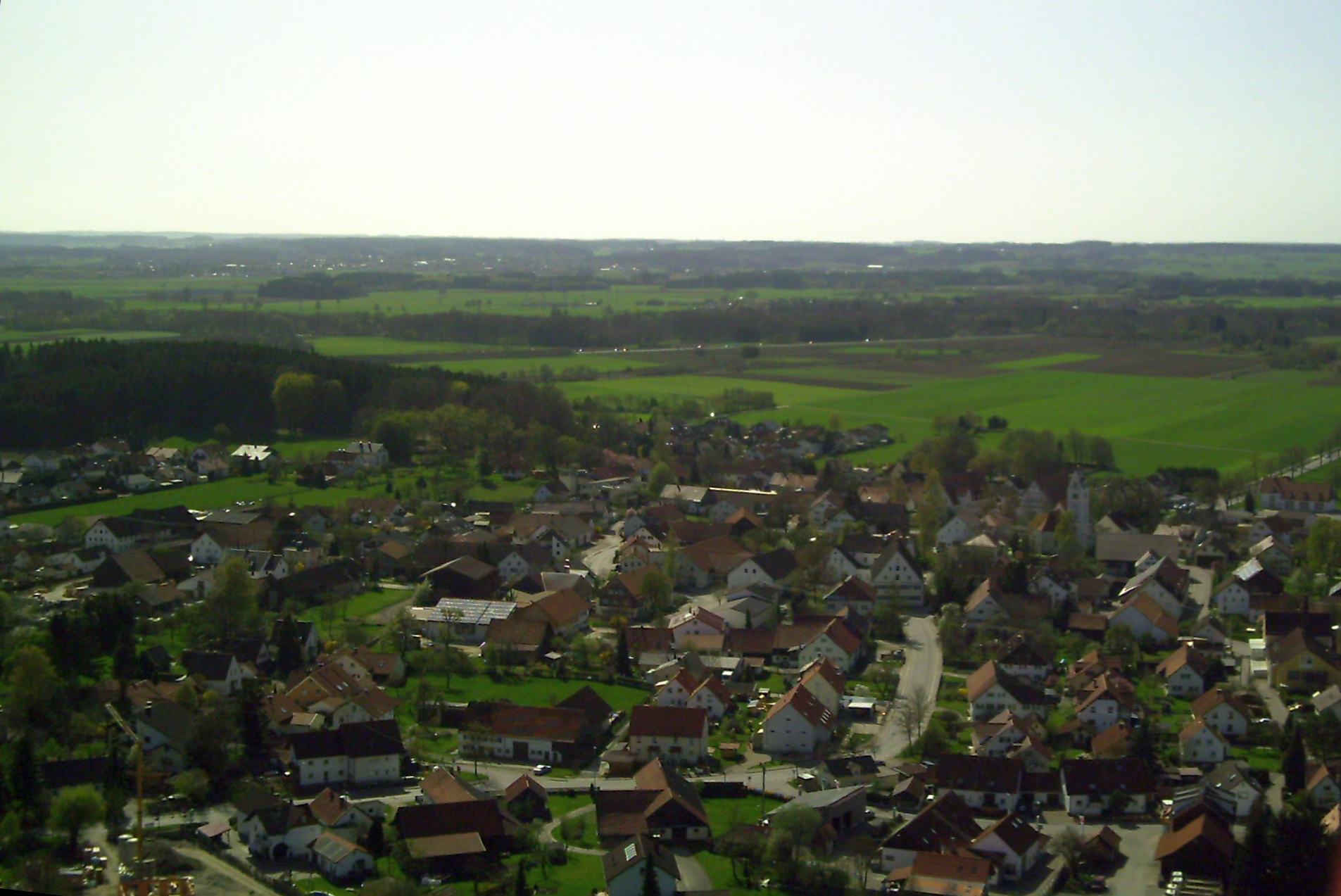
Ansicht von Wiedergeltingen, Blickrichtung Südwest

Wiedergeltingen ist eine Gemeinde im schwäbischen Landkreis Unterallgäu. Das Haufendorf liegt in einer Unterbrechung der Seitenmoräne der Wertach nördlich der Bahnstrecke Buchloe–Memmingen und der Autobahn A 96 München–Lindau. Die ursprünglich stark landwirtschaftlich geprägten Strukturen wurden durch Gewerbeansiedlungen in den letzten Jahren tiefgreifend verändert. Die Gemeinde ist Mitglied der Verwaltungsgemeinschaft Türkheim.

## Geographie

### Lage
Wiedergeltingen liegt rund 40 km östlich von Memmingen in der Region Donau-Iller in Mittelschwaben. Das Gemeindegebiet wird im Westen von der Wertach durchflossen. Auf der südwestlichen Gemeindegrenze befindet sich der Irsingener See, eine Staustufe der Wertach. Von der Fläche des Irsingener Sees entfallen etwa 17 ha auf Wiedergeltingen. Nördlich davon wird durch eine Wehranlage der Mühlbach aus der Wertach ausgeleitet, der bei Türkheim schließlich wieder in sie zurückfließt. Durch das östliche Gemeindegebiet fließen der Kleine und der Große Hungerbach. Der südliche Teil der Wiedergeltinger Flur wird durch einen bewaldeten Höhenrücken, den Heisteig, in eine Ost- und eine Westhälfte gegliedert. Am südöstlichen Rand der Gemeinde befindet sich das Wiedergeltinger Wäldchen.

### Gemeindegliederung
Das Gemeindegebiet besteht nur aus der Gemarkung Wiedergeltingen.
Die Gemeinde besteht aus den zwei Gemeindeteilen Wiedergeltingen (Pfarrdorf) und Wiedergeltinger Mühle (Einöde).

## Geschichte
Die ersten Siedlungsspuren in der Wiedergeltinger Gegend reichen zurück in die mittlere Bronzezeit (1600–1200 v. Chr.) und die Hallstattzeit (800–500 v. Chr.). Entsprechende Bodendenkmale sind in Form von etwa 150 Hügelgräbern südlich des Ortes nachweisbar. Darüber hinaus gibt es einige Funde von Werkzeugen und Schmuck aus der angesprochenen Zeit auf Wiedergeltinger Flur.
Wann die Gründung des Ortes am heutigen Platz stattfand, lässt sich nur ungefähr eingrenzen. Mit der alemannischen Landnahme nach Abzug der Römer dürften im 5. Jahrhundert neue Siedler in die Gegend um Wiedergeltingen gekommen sein. Der Aufstieg der Franken/Karolinger im 7. und 8. Jahrhundert und die einhergehende fränkische Dominanz über Alemannien führte zu mehreren Siedlungsschüben aus Norden – u. a. wurde die nicht weit entfernte Benediktinerabtei Ottobeuren 764 von fränkischen Adeligen gegründet. Der Ortsname gibt darüber hinaus ebenfalls einen Hinweis, in welcher Zeit die entscheidende Ansiedlung stattfand. Der bestimmende Namensteil ist der Personenname Widargelt, zusammen mit dem bei den Alemannen in Ortsnamen üblichen Suffix -ingen, was „bei den Leuten des Widargelt“ heißt. Die Gründung der -ingen-Orte in der Gegend wird allgemein in das 6. und 7. Jahrhundert datiert. Eine wahrscheinliche Deutung ist, dass Widargelt in dem genannten Zeitraum mit einem fränkisch-alemannischen Siedlerzug in diese Gegend kam und die vorhandene Altsiedlung übernahm.
Ebenfalls fast bis in diese Zeit dürfte die Verbindung des Ortes mit dem Herrschergeschlecht der Welfen reichen. Diese gehörten dem karolingischen Dienstadel an und kamen ebenfalls mit der fränkischen Expansion zu Macht und Grundbesitz u. a. im süddeutschen, schwäbischen Raum. Spekulationen, ob in Wiedergeltingen – wie auch z. B. in Mindelheim oder Kaufbeuren – ein fränkischer Reichshof bestand, konnten bislang nicht belegt werden. Die in Bodenfunden nachgewiesene Welfenburg (s. u.) könnte dafür in Betracht kommen; entsprechende Untersuchungen wurden bisher jedoch nicht durchgeführt. Weitere frühe Siedlungszeugen sind frühmittelalterliche Wölbacker-Fluren südlich des Ortes in unmittelbarer Nähe zu den o. g. Hügelgräbern.
Die erste urkundliche Erwähnung des Ortes datiert auf den 26. Januar 1172, als Herzog Welf VI. „in domo Welfonis ducis“ – d. h. in der örtlichen Pfalz/Burg – eine Urkunde ausstellt. Welf VI. schenkte um diese Zeit umfangreiche Güter in Wiedergeltingen an das von ihm 1147 gegründete Prämonstratenserkloster Steingaden. Der Ort bildete eine geschlossene Hofmark der ehemals reichsunmittelbaren (bis zum 15. Jahrhundert) Abtei und war zunächst Teil der Herrschaft Schwabegg, nach dessen Verkauf dann des Kurfürstentums Bayern. Steingaden hatte bis zur Säkularisation 1803 die niedere Gerichtsbarkeit über den Ort und einige Dörfer in der Gegend inne. In Wiedergeltingen wurde zur Verwaltung der umliegenden steingadischen Besitzungen ein Oberrichteramt (Obervogtamt) errichtet. Einer der Wiedergeltinger Oberrichter war Anton Wilhelm Ertl (frühestens 1686 bis spätestens 1696), der in dieser Zeit seinen Kurbayerischen Atlas herausgab. Seine Frau starb im Jahr 1690 in Wiedergeltingen. Die im Mittelalter übliche Zweiteilung der Gerichtsbarkeit (kleinere Vergehen wurden von den örtlichen Vögten geahndet, während der Blutbann für schwere Verbrechen vom Landesherren ausgeübt wurde) führte in der Folge zu wiederholten Streitigkeiten zwischen dem Kloster und den wechselnden Besitzern der Herrschaft Schwabegg, welche die hohe Gerichtsbarkeit beanspruchten. Im Zuge der Verwaltungsreformen im Königreich Bayern entstand mit dem Gemeindeedikt von 1818 die heutige Gemeinde.
Bereits ab dem frühen Mittelalter bestand die Mühle etwas außerhalb des Ortes an einem durch ein Wehr (Flusskilometer 48,8) regulierten Seitenarm der Wertach, dem Mühlbach. Am 18. Januar 1279 verzichtet das Kloster Weingarten gegenüber dem Konvent Steingaden auf seine Rechte an Mühle, Mühlbach und Wehr in Wiedergeltingen. Ursprünglich bestand das genannte Wehr aus Holz; Unterhalt und Reparatur nach den Frühjahrshochwassern waren vielfach Gegenstand von Vereinbarungen und Streitigkeiten zwischen den Müllern und der Obrigkeit in Gestalt des Klosters Steingaden. Im 17. Jahrhundert wurde zusätzlich die zunächst direkt an der Wertach gelegene Türkheimer Mühle durch den Sohn des Wiedergeltinger Müllers Florian Spöttel an den Unterlauf des Mühlbachs verlegt. Am 15. September 1924 begann die Firma Lehne (mittelbarer Vorläufer der jetzt an Stelle der Türkheimer Mühle bestehenden Kunststoffwerke) als Besitzer der Wasserrechte der alten Türkheimer Mühle am Mühlbach mit den Planungen für ein neues Betonwehr etwa 80 m flussaufwärts des alten Holzwehres auf Wiedergeltinger Flur. Schon am 15. Juli 1919 genehmigte das Bezirksamt Mindelheim der genannten Firma, einen Teil des Oberlaufes des Mühlbaches bis zum Fabrikgelände auszubauen und zu begradigen. Der Bach verlor dadurch in diesem Teil den ursprünglich stark mäandernden Verlauf.
Die Lage an der Straße Landsberg–Mindelheim–Memmingen brachte dem Ort gelegentlich hohen Besuch. Nach der Doppelwahl im Jahr davor standen sich Anfang September 1315 König Ludwig der Bayer und seine Gegner König Friedrich der Schöne und Herzog Leopold in der unmittelbaren Nähe des Ortes an der Wertach gegenüber. Ungünstige Geländeverhältnisse und schlechtes Wetter verhinderten jedoch Kampfhandlung, so dass der Ort und seine Umgebung nicht in Mitleidenschaft gezogen wurden. Im Mai 1501 lagen dann Teile des Gefolges des römisch-deutschen Königs Maximilian I. im Dorf. Dies dürfte im Zusammenhang mit dem Reichstag stehen, den Maximilian im Juli dieses Jahres in Nürnberg abhielt. Am 20. Oktober lagen dann während des Spanischen Erbfolgekrieges Verbände des Markgrafen von Baden unter der Führung von Johann Matthias Graf von der Schulenburg bei Wiedergeltingen, um einem Gefecht mit bayerisch-kurfürstlichen Truppen, die bei Memmingen stationiert waren, auszuweichen.
In den Bauernaufständen legten die Aufständischen am 3. März 1525 die Wiedergeltinger Artikel mit insgesamt 13 Forderungen u. a. zu Steuern und Abgaben, Leibeigenschaft, Frondiensten, sowie Grundbesitz vor. Der Prälat des Klosters Steingaden ging auf diese Forderungen ein; es kam in der Folge jedoch weiter zu Unstimmigkeiten mit der Obrigkeit, die auch durch einen Vermittlungsversuch des Landsberger Kastners Ludwig von Seimen nicht überwunden werden konnten. Daraufhin wurde der Ort am 20. April 1525 von Truppen Herzog Ludwigs von Bayern unter Ritter Leonhard von Eck als abschreckende Maßnahme zerstört. Als Vergeltung brannten die Bauern im Jahr darauf u. a. das Kloster Steingaden nieder. Im Dreißigjährigen Krieg litt der nahe der Heerstraße gelegene Ort ebenfalls Schaden, als durchziehende Söldnerheere sich schadlos hielten und die Pest mit sich brachten. 1646 wird von schwedischen Truppen berichtet, die unter der Führung des Rittmeisters Sittengast drei als „Salvegast“ stationierte Reiter aus Wiedergeltingen nach Polling verschleppten. Nach Ende des Krieges leistete das Kloster Steingaden 1649 neben Zahlungen für den Wiederaufbau des Mayerhofes und der Kirche mit Orgel auch umfangreiche Hilfszahlungen an seine Untertanen im Dorf.
Im Jahre 1683 heirateten in Wiedergeltingen die Eltern des berühmten Orgelbaumeisters Augustin Simnacher; er selbst verbrachte einige Jahre seiner Kindheit dort und wurde 1697 hier gefirmt.
Im Bereich der heutigen südöstlichen Flurgrenze befand sich bis in die Zeit der Schwedenkriege (1630–1635) der mittlerweile abgegangene Ort Hermannstetten.
Nachdem über Jahrhunderte die Heeresstraße durch den Ort die einzige Anbindung an die nächstgrößeren Ortschaften und Städte war, wurde am 1. Mai 1874 die Bahnstrecke Buchloe–Memmingen eröffnet und der Bahnhof Wiedergeltingen in Betrieb genommen. Neben dem Bahnhofsgebäude gab es ein Nebengleis mit Rampe zum Be- und Entladen von Güterwagen. Am 1. Juni 1985 hielt schließlich der letzte Zug in Wiedergeltingen; der Haltepunkt wurde dann aufgegeben.
Die erste Poststelle im Ort wurde am 1. Mai 1894 eingerichtet, der damalige Bürgermeister Norbert Lutzenberger übernahm diese Aufgabe aufgrund mangelnder Bewerber und die Familie behielt die Poststelle bis 1947. Vier Jahre später – im Juli 1898 – wurde ein Telegraphen- bzw. Morseapparat installiert, der 1911 durch ein Telefon ersetzt wurde. Die Poststelle oder -filiale bestand bis Ende 1997 an wechselnden Orten.
Am 18. Februar 1907 schlossen sich die beiden Dorfmolkereien zusammen und die Molkereigenossenschaft Wiedergeltingen wurde gegründet. Ausschlaggebend dafür war die Überzeugungsarbeit des damaligen Pfarrers Benedikt Hebel, der dem Genossenschaftswesen sehr aufgeschlossen gegenüber stand. Mit dem Bau des Molkereigebäudes wurde im Juni 1907 begonnen.
Im Frühjahr 1914 wurde der Ort an die elektrische Stromversorgung angeschlossen.
Bei den Gemeindewahlen im Juni 1919 hatten zum ersten Mal auch Frauen in Wiedergeltingen das Wahlrecht.

### Einwohnerentwicklung
Zwischen 1988 und 2018 wuchs die Gemeinde von 1035 auf 1411 um 376 Einwohner bzw. um 36,3 %.

## Religion und Kirchen
Wegen der Zugehörigkeit des Ortes zum Prämonstratenserkloster Steingaden wurde die Seelsorge bis zur Säkularisierung des Klosters am 25. März 1803 von den Patern des Konvents übernommen. Der letzte dieser Pater Ludolf Schretter blieb dann noch bis 1804 als Dorfpfarrer im Ort.

### Kirche St. Nikolaus
Eine Kirche wird im Ort erstmals 1183 beurkundet, es gibt aber auch eine Beurkundung in dieser Kirche mit unsicherer Datierung aus dem Jahr 1179. Das Gotteshaus wurde bereits 1235 von den Rittern von Mattsies im Zuge einer Streitigkeit mit dem Kloster Steingaden wieder in Brand gesetzt. Der Patron St. Nikolaus („Nicolai“) wird erstmals in einer Bestätigung Papst Gregors IX. am 12. April 1283 erwähnt. Die heute noch bestehende Kirche datiert in ihren Fundamenten in das 14. Jahrhundert, der Chor wurde um das Jahr 1500 errichtet, während das Langhaus um 1700 fertiggestellt wurde. Der Hochaltar wurde 1671 von Gottfried und Gotthilf Eisele aus Marktoberdorf gefasst. Im Jahr 1683 wurden die Altarblätter erneuert. 1787 erfolgte ein Umbau des Langhauses, das durch Johann Josef Huber signierte und datierte Deckengemälde stammt aus dieser Zeit. Im Jahr 1872 wurden das große Altarbild und die Bilder der beiden Seitaltäre, wie sie heute noch bestehen, aufgestellt; alle drei Gemälde stammen von Johann Kaspar, Obergünzburg. Nachdem schon ab 1508 eine „Ave Maria“-Glocke in Turm hing und 1666 weitere Glocken erworben wurden, wurden am 27. April 1903 vier neue Glocken der Glockengießerei Fritz Hamm, Augsburg in Buchloe abgeholt und installiert. Von 1921 bis 1922 wurde schließlich das Langhaus nach Westen durch einen Anbau nach Plänen von Michael Kurz verlängert, wodurch der westliche Eingang durch zwei nach Norden und Süden ausgerichtete Portale ersetzt wurde. 1928 und 1969 erfolgten weitere Renovierungen der Kirche und des Außenbereichs, bei deren letzterer die Fundamente des mittelalterlichen Vorgängerbaus freigelegt wurden.
Von den 1903 angeschafften Glocken mussten am 21. Oktober 1942 drei für die Kriegsproduktion abgeliefert werden; nur die kleine Benediktusglocke blieb auf dem Turm. Nach dem Krieg wurden am 14. August 1949 drei neue Glocken der Gießerei Czudnochowsky in Erding erworben; ihre Namen sind Nikolaus, Joseph und Antonius.
Vom 20. März 1902 bis zu seiner Ernennung zum Domkapitular in Augsburg 1918 war der spätere Reichstagsabgeordnete des Zentrums Benedikt Hebel Pfarrer in Wiedergeltingen. Er regte u. a. den Zusammenschluss der beiden Dorfmolkereien zur Molkereigenossenschaft Wiedergeltingen an.
Die örtliche katholische Pfarrgemeinde ist Mitglied in der Pfarreiengemeinschaft Türkheim.

### Kapelle
Nahe der Wiedergeltinger Mühle besteht seit 2011 eine kleine Kapelle.

## Politik

### Bürgermeister
Erster Bürgermeister ist Norbert Führer (Bürgerverein Wiedergeltingen). Dieser wurde bei der Kommunalwahl am 16. März 2014 Nachfolger von Michael Schulz (CSU), der zuvor über zwei Legislaturperioden das Amt innehatte. Bei der Wahl ergab sich folgende Stimmverteilung: Michael Schulz: 39,77 %, Norbert Führer: 60,23 %. Bei der Wahl am 15. März 2020 wurde Führer mit 79,2 % der Stimmen für weitere sechs Jahre im Amt bestätigt.

### Gemeinderat
Die Wahl am 15. März 2020 hatte folgendes Ergebnis:
- Bürgerverein Wiedergeltingen e. V. (BVW): 5 Sitze (41,3 %)
- CSU: 4 Sitze (33,4 %)
- Freie Wähler: 3 Sitze (25,3 %)

Gegenüber der Wahl vom 16. März 2014 hat der Bürgerverein zwei zusätzliche Mandate erreicht, die Freien Wähler haben zwei Sitze verloren.

### Wappen
| | Blasonierung: „In Silber ein aus drei, eins zu zwei gestellten roten Quadersteinen aufwachsender roter Greifenlöwe.“ |
| Wappenbegründung: Der welfische rote Greifenlöwe erinnert an den seit dem 12. Jahrhundert nachgewiesenen bedeutenden Besitz des welfischen Herzogshauses im Ort; die drei roten Quadersteine sind dem Klosterwappen des Prämonstratenserstiftes Steingaden entnommen, dem von 1147 bis 1803 die pfarrherrlichen, gerichtlichen und grundherrlichen Rechte im Ort zustanden. Der Entwurf des Wappens stammt von Klemens Stadler und die Gestaltung übernahm der Münchner Emil Werz. Das Wappen wurde am 23. Januar 1953 durch Bescheid des Bayerischen Staatsministeriums des Innern genehmigt. | |

### Flagge
Die Flagge wurde am 27. September 1962 durch Bescheid des Bayerischen Staatsministeriums des Innern genehmigt. Die Flagge ist rot-weiß (1:1) gestreift mit dem aufgelegten Gemeindewappen.

## Baudenkmäler
Katholische Pfarrkirche St. Nikolaus
Weitere siehe

## Wirtschaft und Infrastruktur

### Wirtschaft einschließlich Land- und Forstwirtschaft
Es gab 2023 nach der amtlichen Statistik insgesamt 389 sozialversicherungspflichtig Beschäftigte am Arbeitsort. Sozialversicherungspflichtig Beschäftigte am Wohnort gab es insgesamt 680. Im verarbeitenden Gewerbe gab es vier, im Bauhauptgewerbe neun Betriebe. Zudem bestanden im Jahr 2020 16 landwirtschaftliche Betriebe mit einer landwirtschaftlich genutzten Fläche von 750 ha, davon waren 183 ha Dauergrünfläche.

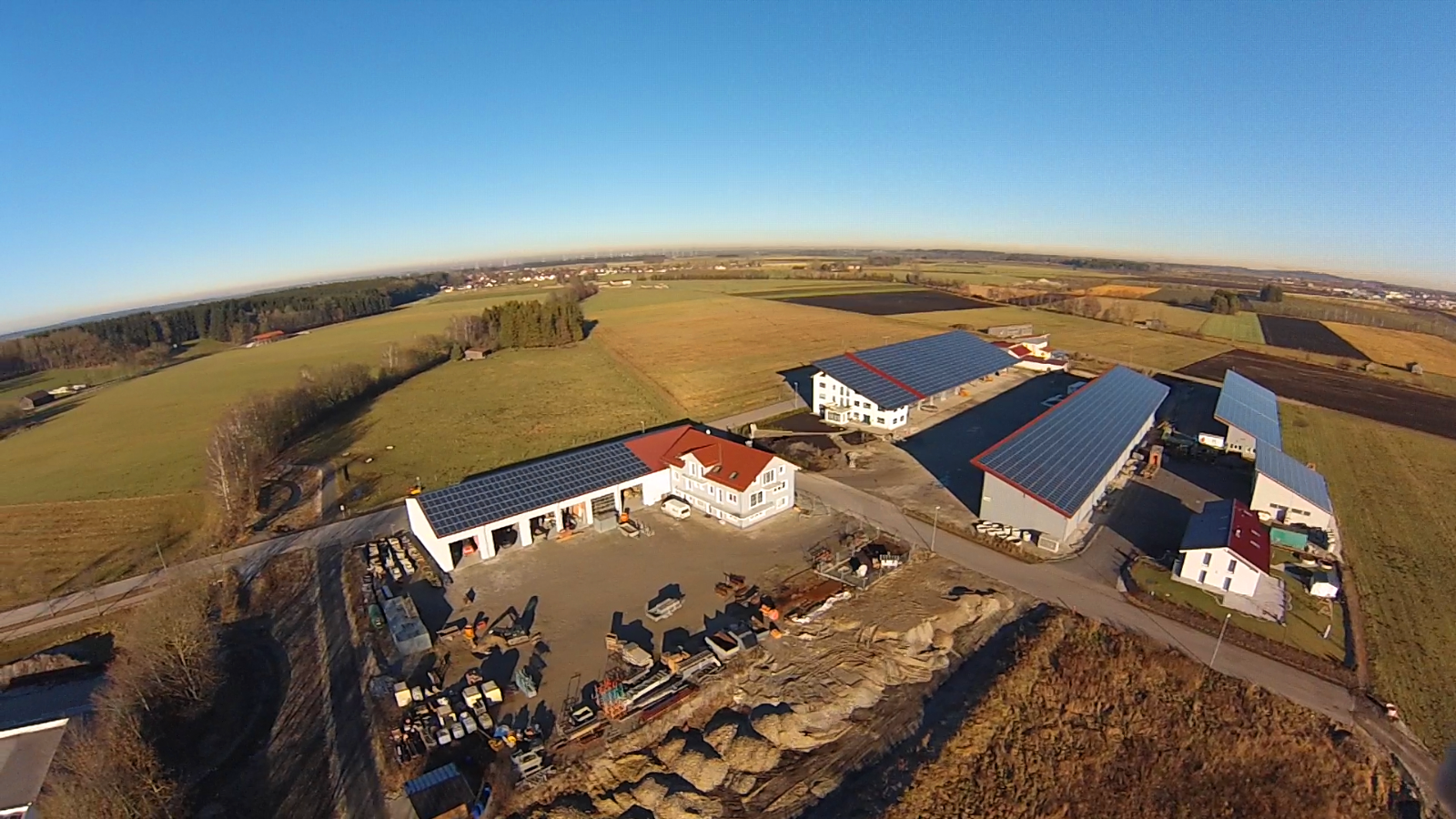
Gewerbegebiet

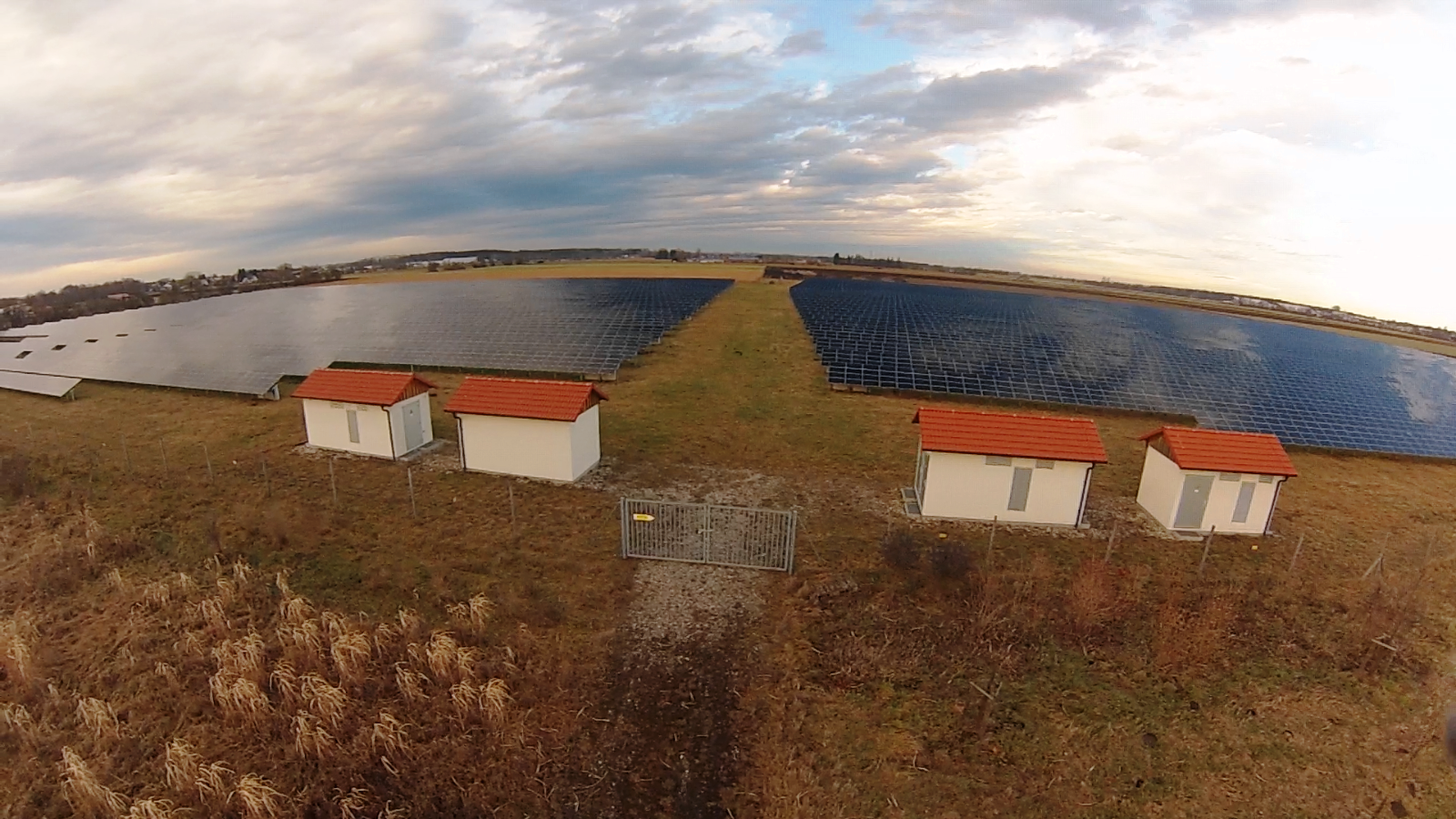
Solarpark

### Bildung
Im Jahr 2024 gab es folgende Einrichtungen:
- Kindergarten St. Nikolaus (Träger ist die katholische Kirche): 125 Kindergartenplätze mit 111 Kindern
- Volksschule: eine mit sechs Lehrern und 115 Schülern (Grundschule)

Eine Schule ist am Ort seit dem 17. Jahrhundert nachgewiesen. Während zunächst in der Wohnung des Mesners (zuletzt Haus Nr. 12 des Josef Zimmermann) unterrichtet wurde, konnte 1808 ein Schulsaal im alten steingadischen Zehentstadel eingerichtet werden. Ab 1818 gab es auch einen Schul- und Lehrgarten, der jedoch in den folgenden Jahren dem Gemeindehirten Hiazint Dolch zur unentgeltlichen Nutzung für die Aufzucht von Obstbäumen überlassen wurde. Diese Praktik wurde 1831 durch das Landgericht Türkheim gerügt und dabei auf einen geplanten Neubau der Schule verwiesen. 1833/1834 wurde an der Stelle des abgerissenen Zehentstadels eine Schule mit zunächst einem Saal für sieben Klassen errichtet. In den späteren Jahren erfolgten zahlreiche Umbauten; so wurde 1883 ein zweiter Schulsaal eingerichtet. In dieser Zeit war die Schule wie üblich in Werktags- und Sonn-/Feiertagsunterricht gegliedert. Die ersten sieben Jahre besuchten die Schüler die Werktagsschule, danach noch drei Jahre die Feiertagsschule, welche aber nur wenige Stunden umfasste.
Schon 1913 kaufte die Gemeinde unter Bürgermeister Lutzenberger ein Grundstück für einen Schulhausneubau; dieser wurde jedoch durch den Ersten Weltkrieg verhindert. Ab Mai 1939 erfolgte dort der Neubau einer Schule mit zwei Schulsälen, Turnhalle, Lehrerwohnung und Gemeindekanzlei nach Entwürfen von David Eberle. Die Einweihung der sogenannten Neuen Schule erfolgte im September 1942. In den Jahren nach dem Zweiten Weltkrieg stieg die Zahl der Schüler der Volksschule an, und später wurden auch die Kinder aus Irsingen und Amberg dort eingeschult. Deshalb musste schließlich die Alte Schule mit zwei Klassenzimmern wieder in Betrieb genommen werden.
1994 wurde die Neue Schule wieder abgerissen und durch eine größere Anlage mit sechs Klassenräumen, diversen Mehrzweckräumen, Turnhalle und Außensportanlagen ersetzt. Bei dieser Baumaßnahme wurde eine verschüttete Zisterne entdeckt, welche zu dem bereits 1864 erwähnten Berchfrit auf der Weiherwiese gehört haben dürfte. Die Alte Schule wurde 2001 zum Rathaus umgebaut und in ein Ensemble aus Dorfplatz mit Brunnen eingebettet.
Es gibt in Wiedergeltingen den Kindergarten St. Nikolaus in Trägerschaft der Katholischen Kirche, welcher im ehemaligen Pfarrhof untergebracht ist. Ursprünglich stand an dieser Stelle das Oberrichteramt der Hofmark des Klosters Steingaden, das mit der Säkularisierung aufgehoben wurde. 1872 wurde dieses Gebäude abgebrochen und durch den heute noch bestehenden Pfarrhof ersetzt. Nachdem nach Anton Klotz seit 1965 kein neuer Pfarrer nach Wiedergeltingen gekommen war, wurde der Pfarrhof einige Jahre vermietet, bis 1994 dort nach Umbaumaßnahmen ein Kindergarten mit zwei Gruppen eröffnet wurde.
Die Katholische Kindertagesstätte St. Nikolaus Wiedergeltingen umfasst (Stand 2019) neben den beiden Gruppen im Stammhaus eine Kinderkrippe mit Hort im Obergeschoss des Rathauses und eine Kleinkindgruppe im Untergeschoss der Grundschule. Sie hat das Prädikat „Haus für Kinder“ erworben. Die Gemeinde begann 2019 mit der Erweiterung des Kindergartens durch einen Anbau, so dass auch Krippe, Hort und Kleinkindgruppe an einem Standort untergebracht werden konnten. Bei den Bauarbeiten wurden Siedlungsspuren aus dem 12. Jahrhundert entdeckt. Die Einweihung dieses Erweiterungsbaus fand am 17. Oktober 2021 statt.